# ボクンジ・カ
ボクンジ・カ（Bocundji Cá 、1986年12月28日 - ）は、ギニアビサウ・ビオンボ出身の元サッカー選手。現役時代のポジションは、ミッドフィールダー（セントラルミッドフィールダー）。選手キャリアのすべてをフランスで過ごした。

## クラブ歴
ギニアビサウのビオンボに生まれ、2002年からフランスのナントのユースチームに所属し、2005年1月15日のスタッド・レンヌ戦にてプロデビューを果たした。しかしチームは2006-07シーズンに降格した。
2009年5月31日、2012年6月までの契約でASナンシーへ移籍した。1年後、トゥールFCに、ローン移籍で復帰した。2011年7月26日、スタッド・ランスと3年契約を結んだ。

## 代表歴
2006年8月28日にサッカーギニアビサウ代表に招集された。